# Bohemian Rhapsody (film)
Bohemian Rhapsody is een Brits-Amerikaanse biografische film uit 2018 over de Britse rockband Queen. De film is een Brits-Amerikaanse productie van 20th Century Fox, New Regency, GK Films en Queen Films, met 20th Century Fox als distributeur. De regie was in handen van Bryan Singer, maar die werd na nalatig gedrag ontslagen. In plaats hiervan werd acteur Dexter Fletcher aangesteld als nieuwe regisseur. Gitarist en drummer Brian May en Roger Taylor hebben de film over hun eigen band geproduceerd. De film ging in première op 23 oktober 2018 in de Wembley Arena in Londen.
De film werd genomineerd voor vijf Oscars, waarvan hij er vier won.

## Verhaal
De jonge Farrokh Bulsara wordt geboren in Stone Town en verhuist later naar Engeland. Daar ontdekt hij zijn grote passie voor muziek. Hij ontmoet Brian May en Roger Taylor na een optreden met hun band Smile, die in zak en as zitten omdat de leadzanger Tim Staffell net is opgestapt. Bulsara stelt een samenwerking voor en al snel wordt de band Queen gevormd. Farrokh verandert zijn naam naar "Freddie Mercury" en de leden van de band beginnen met het schrijven van nummers. Na de lange opnamesessie van Bohemian Rhapsody wordt de band verteld dat dit nummer nooit een succes zal worden en dat het voor de radio veel te lang duurt. Het tegendeel blijkt. Queen wordt een van de grootste rockbands van de wereld met de ene hit na de andere. In 1985 staat de band op het legendarische concert Live Aid en heeft er groot succes. De band heeft echter weinig tijd om daarvan te genieten, want bij zanger Mercury is aids geconstateerd.

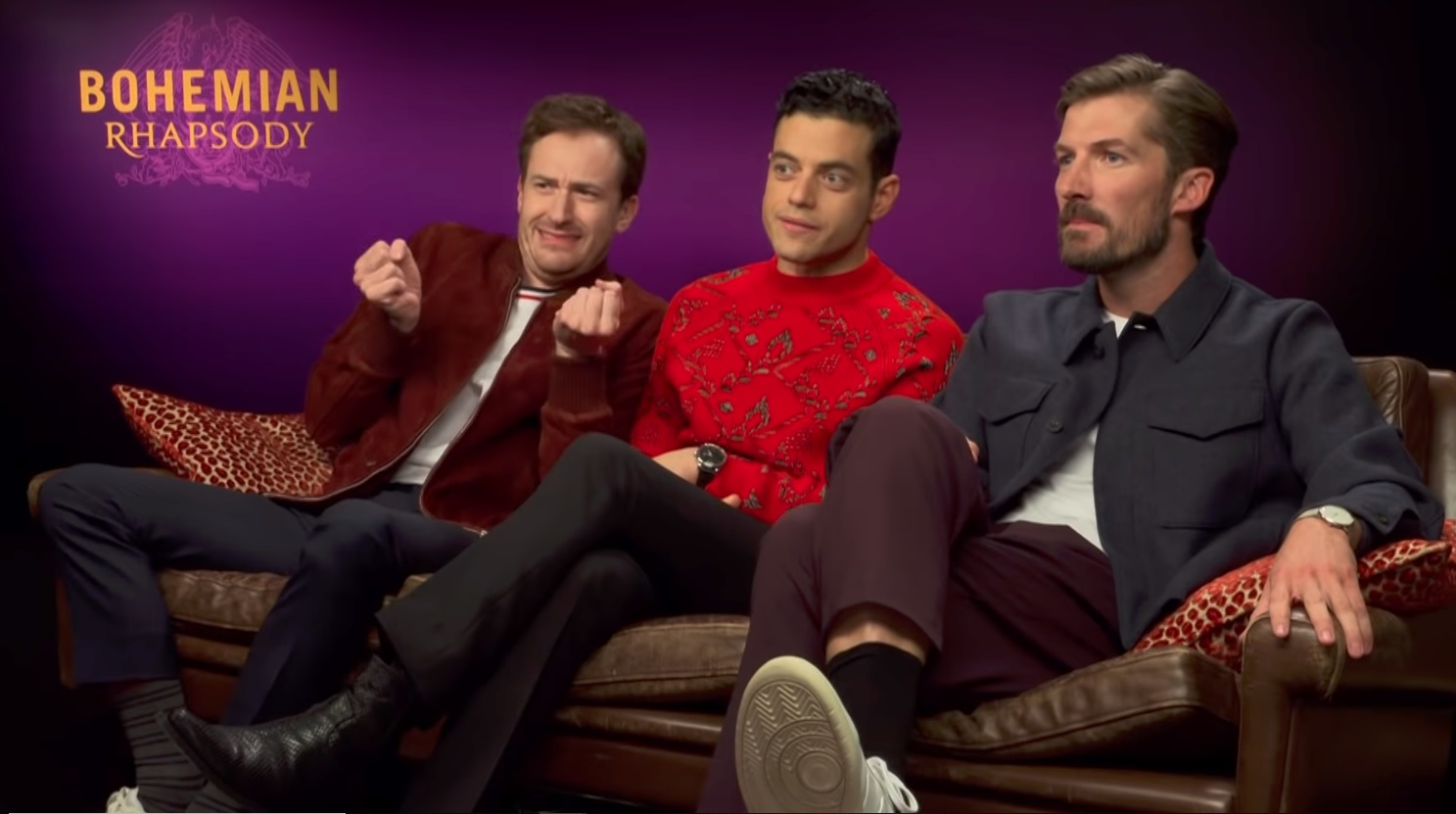
Bohemian Rhapsody (film)

## Rolverdeling
| Acteur/actrice  | Rol               |
| --------------- | ----------------- |
| Rami Malek      | Freddie Mercury   |
| Gwilym Lee      | Brian May         |
| Joseph Mazzello | John Deacon       |
| Ben Hardy       | Roger Taylor      |
| Lucy Boynton    | Mary Austin       |
| Aidan Gillen    | John Reid         |
| Allen Leech     | Paul Prenter      |
| Tom Hollander   | Jim "Miami" Beach |
| Mike Myers      | Ray Foster        |
| Aaron McCusker  | Jim Hutton        |
| Ace Bhatti      | Bomi Bulsara      |
| Meneka Das      | Jer Bulsara       |
| Priya Blackburn | Kashmira Bulsara  |
| Max Bennett     | David             |
| Michelle Duncan | Shelley Stern     |
| Jack Roth       | Tim Staffell      |
| Dermot Murphy   | Bob Geldof        |
| Jess Radomska   | Cheryl            |

## Biografische onjuistheden
Ondanks dat de film is geproduceerd door de bandleden van Queen, zitten er toch onjuistheden in de film:
- Het nummer We Will Rock You wordt eind 1977 uitgebracht. Queen zit op dit moment nog in zijn glamrockfase en Mercury draagt nog niet zijn iconische snor. In de film wordt Mercury in de studio gezien met snor.
- Ook het nummer Fat Bottomed Girls is in de verkeerde tijd geplaatst.
- Pas eind jaren 80 werd Mercury gediagnosticeerd met aids. In de film weet Mercury dit al tijdens Live Aid in 1985. De reden om de tijdlijn aan te passen is dat de film anders te lang zou worden.
- In de trailer is duidelijk een shot te zien van Mercury die aan het crowdsurfen is. Voor zover bekend heeft Mercury dit nooit gedaan. Het was een stuk improvisatie van Rami Malek, wat onder het mom van creatieve vrijheid en als een mooi shot toch de eindmontage heeft gehaald.
- Het karakter Ray Foster is fictief en specifiek voor Mike Myers in de film geschreven als referentie naar de bekende headbanging-scene in Wayne's World. Beweerd wordt dat dit karakter los gebaseerd is op Ray Featherstone[3].

## Tijdlijn/achtergrond
In 2010 werd in een interview door Brian May aangekondigd dat er een Queenfilm ging komen met Sacha Baron Cohen als Mercury en Graham King als producer. King was net klaar met de biografie Ali over Muhammad Ali. In 2011 maakte May bekend dat de productie vorm begon te krijgen en hij volledig achter de castingkeuze voor Baron Cohen stond. In 2013 verliet Baron Cohen het project wegens creatieve verschillen van mening. Zo zouden May en Taylor de film volledig om de band willen laten draaien, terwijl Baron Cohen liever het verhaal van Mercury wilde laten zien. Ook zou Taylor vinden dat Baron Cohen iets te bekend stond om Ali G en Borat en dat dat mensen zou afleiden. In 2016 stapte Baron Cohen uit de film.
Na het vertrek van Baron Cohen werd Ben Whishaw gezien als mogelijke opvolger. Ook werd er gespeculeerd over onder andere Daniel Radcliffe. Rond die tijd stond Dexter Fletcher aangeschreven als regisseur. Begin 2014 stapte hij op ook wegens creatieve verschillen van mening, dit keer met King. Dat jaar liet Whishaw weten dat het niet best ging met de film. Zo zouden er problemen in het schrijfproces zijn. Zeven maanden later stapte ook hij definitief op.
In november 2015 raakte Anthony McCarten betrokken bij het project wat nu als werktitel Bohemian Rhapsody had. In 2016 werd er met Bryan Singer onderhandeld of hij als nieuwe regisseur zou willen aantreden, werd Rami Malek als Freddie Mercury gecast en kreeg het project een hogere prioriteit bij 20th Century Fox. In mei 2017 werd bevestigd dat hij opnames had gemaakt in de Abbey Road Studios en daarbij geholpen was door Taylor en May in Taylors appartement. Ook werd er naar buiten gebracht dat May en Taylor de muzikale producenten van de film zijn. Drie maanden later werd het script afgeschreven en de meeste andere castleden bekendgemaakt. In september dat jaar werden de laatste castleden (waaronder Mike Myers) toegevoegd. Die maand werd er begonnen met filmen in Londen. Een exacte replica van het concertpodium van Live Aid werd nagebouwd en naar Bovingdon Airfield gebracht voor repetities.
Ondertussen was Malek in de studio voor de zang. Dit liep anders dan verwacht. Op het moment dat Malek tekende, had hij alleen maar basiskennis over Queen. Om Mercury te 'worden', volgde Malek intensieve trainingssessies met een bewegingscoach. Daarbij moest hij ook leren praten met een enorm nepgebit in, omdat Mercury een flinke overbeet had. Meerdere malen heeft Malek, zo vertelde hij in interviews, gedacht dat dit voor hem een verloren zaak was. Omdat Maleks stem niet veel weg heeft van de stem van Mercury is er een mix gebruikt. Delen zijn van Malek, delen van Mercury zelf en de rest is opgevuld door zanger Marc Martel, die de onlinecompetitie Queen Extravaganza won (een wedstrijd om de ultieme Queen tributeband te creëren, opgezet door Roger Taylor).
In december 2017 ging het weer mis met de productie. Zo werden de opnames tijdelijk stilgelegd, nadat regisseur Singer plotseling niet meer op de set zou kunnen komen door familieomstandigheden. Andere bronnen vermeldden dat Malek en andere cast- en crewleden klaar waren met ontoelaatbaar gedrag van Singer. Tijdelijk werd de cinematograaf Newton Thomas Sigel aangesteld als regisseur. Op 4 december werd Singer officieel ontslagen. Twee dagen later werd de in 2014 uit de productie gestapte Dexter Fletcher alsnog aangenomen als regisseur. Op 15 december werden de opnames hervat.
Op 29 januari werd de laatste scene geschoten en zat het opnameproces er officieel op.

## Release
Bohemian Rhapsody ging in première op 23 oktober 2018 in de Wembley Arena in Londen. Vanaf 24 oktober draaide de film in de bioscopen in Engeland, vanaf 31 oktober in België, vanaf 1 november in Nederland en vanaf 2 november in de Verenigde Staten.